# São José do Campestre
São José do Campestre là một đô thị thuộc bang Rio Grande do Norte, Brasil. Đô thị này có diện tích 341,103 km², dân số năm 2007 là 12097 người, mật độ 35,5 người/km².